# Parc provincial MacMillan
Le parc provincial MacMillan est un parc provincial de 301 ha en Colombie-Britannique, au Canada, créé en 1947. Situé à 25 km à l'ouest de Qualicum Beach et à 16 km à l'est de Port Alberni dans l'île de Vancouver, le parc est à cheval sur la British Columbia Highway 4. Il se trouve sur la rive ouest du lac Cameron et protège le delta de la rivière Cameron sur une superficie de 301 hectares. Le parc fait partie de la réserve de biosphère du Mont Arrowsmith.

## Cathedral Grove
Le parc abrite d'anciens sapins de Douglas dans une zone connue sous le nom Cathedral Grove. Certains arbres ont plus de 800 ans et 9 mètres de circonférence, pour une hauteur dépassant 50 mètres. La forêt contient d'autres résineux tels que le thuya géant de Californie, la pruche de l'ouest, le sapin de Vancouver, ou dans une moindre mesure des épinettes de Sitka, mais aussi quelques feuillus tels que l'érable à grandes feuilles. Les hivers doux, les précipitations annuelles importantes (souvent supérieures à 3 m/an) ainsi que la forte hygrométrie sont favorables à la présence de nombreux végétaux épiphytes (notamment des lichens) qui profitent de l'humidité ambiante.